# Piromis cariboum
Piromis cariboum är en ringmaskart som först beskrevs av Grube 1859.  Piromis cariboum ingår i släktet Piromis och familjen Flabelligeridae.
Artens utbredningsområde är Mexikanska golfen. Inga underarter finns listade i Catalogue of Life.